# Indaeschna grubaueri
Indaeschna grubaueri – gatunek ważki z rodziny żagnicowatych (Aeshnidae). Występuje w Azji Południowo-Wschodniej; stwierdzony na Jawie, Sumatrze, Borneo, Filipinach, Półwyspie Malajskim oraz w południowej Tajlandii.